# Juan Ramón Isasi
Juan Ramón Isasi Colmán (Asunción, Paraguay, 22 de septiembre de 1959) fue un futbolista paraguayo que jugó en Universidad Católica. 

## Trayectoria
Entre otros logros obtenidos en Universidad Católica, Isasi fue campeón en 1984, integrando un plantel  donde destacaban Marco Antonio Cornez, René Valenzuela, Miguel Ángel Neira, Rubén Espinoza, Juvenal Olmos, Mario Lepe, Patricio Mardones, Osvaldo Hurtado y Jorge "Mortero" Aravena.
Su gran oportunismo y ubicación le permitían hacerse presente en momentos cruciales como la final de Copa Polla Gol 1983 y Copa República de la misma temporada, donde anotó el único gol del encuentro contra Deportes Naval.

"Esta corona la merecíamos por todo lo que hicimos en la competencia" Juan Ramón Isasi, tras la obtención de Copa República.

Isasi participó del Copa Mundial de Fútbol Juvenil de 1979 jugado en Japón en donde jugó solamente dos partidos y consiguiendo anotar un gol en la victoria Paraguaya ante su similar de Canadá.

## Palmarés

### Campeonatos nacionales
| Título           | Club                 | País  | Año  |
| ---------------- | -------------------- | ----- | ---- |
| Copa Polla Gol   | Universidad Católica | Chile | 1983 |
| Copa República   | Universidad Católica | Chile | 1983 |
| Primera División | Universidad Católica | Chile | 1984 |